# Christoph Kaufmann (Philosoph)

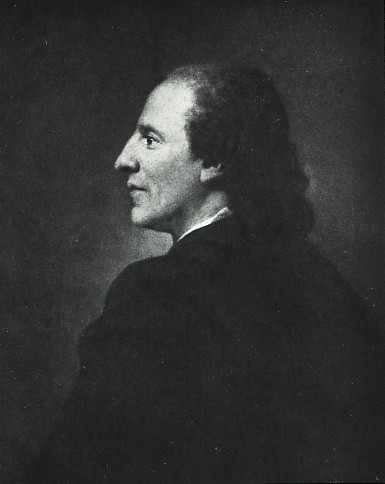
Christoph Kaufmann; Gemälde von Anton Graff, 1794

Christoph Kaufmann (* 14. August 1753 in Winterthur; † 21. März 1795 in Berthelsdorf bei Herrnhut), bekannt als «Genieapostel», war ein Schweizer Philosoph und Mediziner sowie eine originelle Figur aus der «Geniezeit» des späten 18. Jahrhunderts. Auf ihn geht der Begriff «Sturm und Drang» zurück.

## Leben

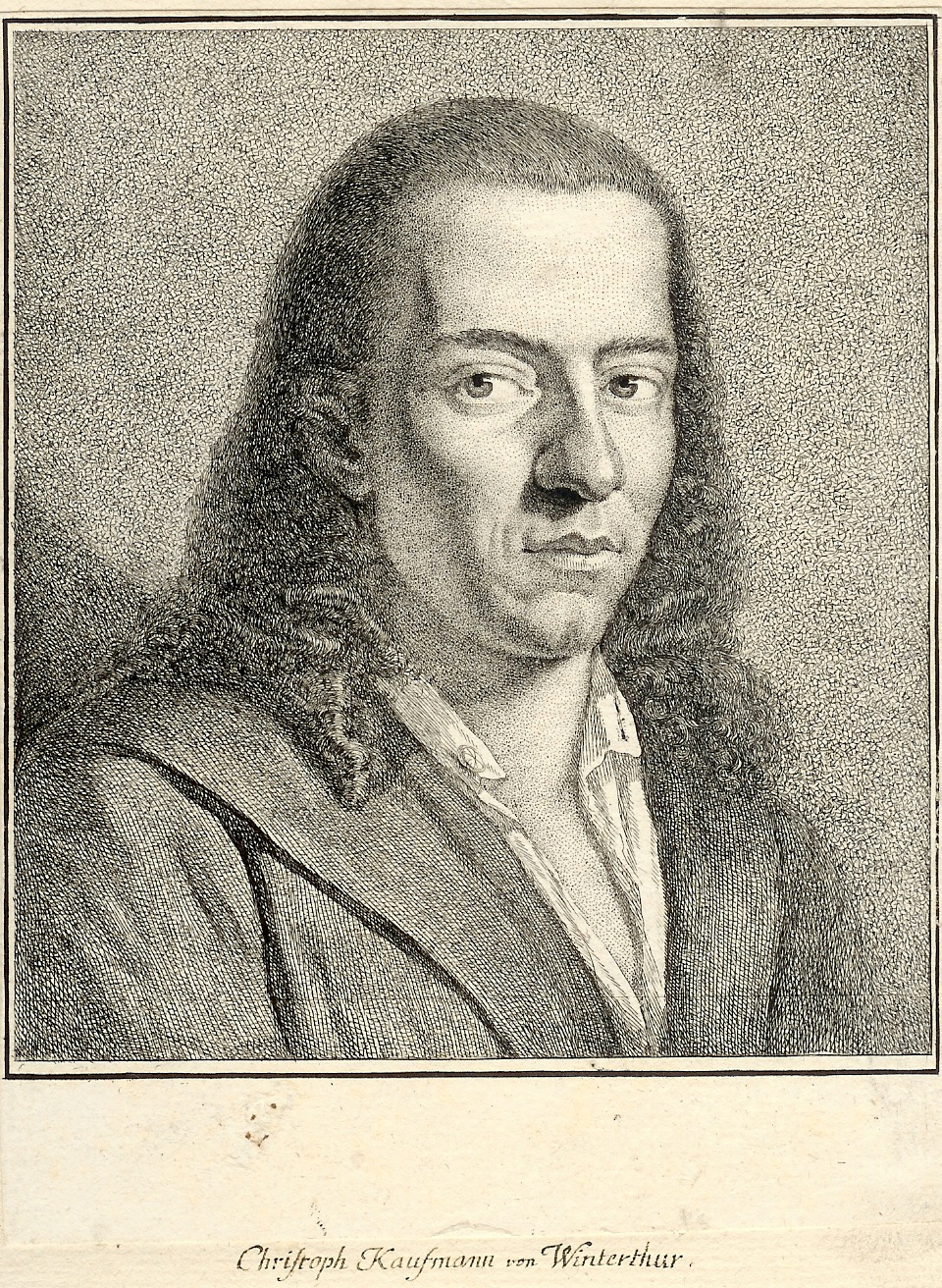
Christoph Kaufmann; Kupferstich aus dem Umkreis von Johann Kaspar Lavater

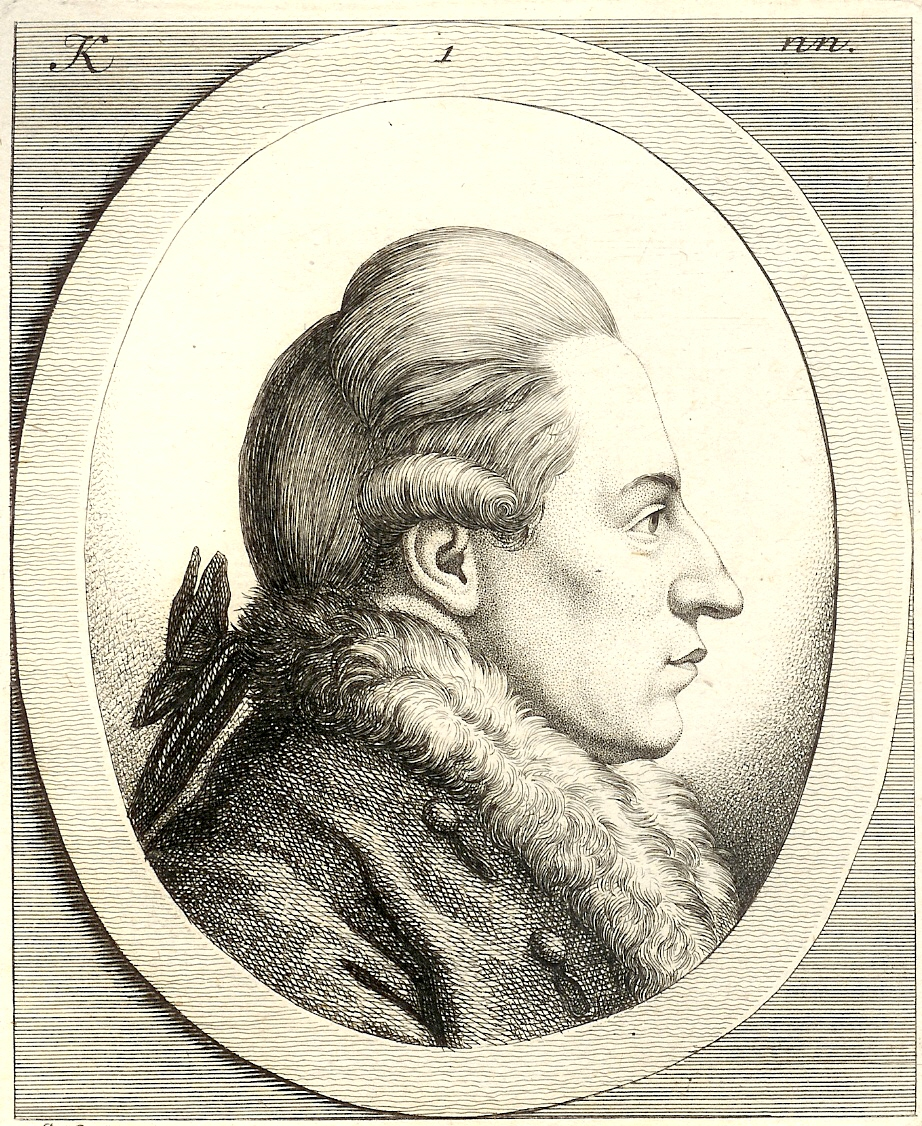
Christoph Kaufmann; Kupferstich um 1775 von Georg Friedrich Schmoll

Christoph Kaufmann wurde als Sohn des Winterthurer Gerbermeisters, Grossrats und Statthalters Christoph Adrian Kaufmann geboren. Aufgrund persönlicher Schwierigkeiten erwarb Christoph Kaufmann keinen Schulabschluss und erlernte ab 1767 den Beruf eines Apothekergehilfen in Bern. 1774 fand er eine Anstellung in Strassburg, wo er Zugang zu akademischen Kreisen fand. Aus Begeisterung für die pädagogischen Reformbestrebungen Basedows und Jean Jacques Rousseaus Erziehungsroman Emile gründete Kaufmann in Strassburg den reformpädagogischen «Bruderbund».
1775 kehrte Kaufmann nach Winterthur zurück und begann dort zu einer öffentlichen Person zu werden. Im Februar 1776 fand er in Johann Kaspar Lavater, der in ihm eine ausserordentliche pädagogische Begabung sah, einen Gönner und Förderer. Mit Empfehlungsschreiben Lavaters versehen reiste Kaufmann 1776/1777 durch das deutsche Reich nach Dessau, um an Basedows Einrichtung, dem Philanthropinum, zu unterrichten. Nach furiosen ersten Auftritten, bei denen er die Rückkehr zum einfachen Leben und eine vegetarische Ernährung forderte, gelang es ihm jedoch nicht, nachhaltig Persönlichkeiten wie Herzog Karl August und Goethe in Weimar zu überzeugen. Auch am Philanthropinum konnte Kaufmann nicht Fuss fassen.
Frustriert zog sich Kaufmann 1777 nach erneuter Wanderschaft in die Schweiz nach Glarisegg zurück, um nach dem Vorbild des Kleinjogg als einfacher Landmann zu leben. 1778 erfolgte die Eheschliessung mit Elise Ziegler in Schaffhausen. Nach einem kurzzeitigen Rückzug als Bauer bei seinem neuen Schwiegervater und Obervogt Adrian Ziegler auf Schloss Hegi, wandte er sich danach der Herrnhuter Brüdergemeine zu. 1780 folgte der Bruch mit Lavater. Ab 1781 besuchte Kaufmann einige medizinische Vorlesungen an der Universität Breslau. Mit den in diesen Monaten erworbenen flüchtigen medizinischen Kenntnissen betreute er die Herrnhuter Brüdergemeine und erwarb sich bis zu seinem Tod 1795 durch sein Engagement Ansehen.
Kaufmann hat nur wenig und ohne grosse Nachwirkung publiziert. Seine Bedeutung liegt in seiner Funktion als Schrittmacher und Vorbild der literarischen Bewegung des Sturm und Drangs, der er eher beiläufig den Namen gab. Die insbesondere von Lavater initiierte Überhöhung Kaufmanns führte zu seiner späteren Diffamierung als «Genieapostel» oder «Panurg»: Ein wahrer Panurg (panúrgos: griech. ‹Allestuer›), nach einer Rabelais’schen Person dieses Namens ein durchtriebener, verschmitzter Mensch, Schelm; panurgisch, verschmitzt, verschlagen, alles könnend, was er will, alles wollend, was er kann, gab er vor, mit einem früheren Menschenalter in Berührung gestanden zu haben und keines Schlafes zu bedürfen, lebte nur von Vegetabilien und Milch, vollbrachte als Arzt Wunderkuren, erzählte von seinen Heldentaten in Persien, unterhielt einen ausgedehnten Briefwechsel und forschte überall nach guten kindlichen Menschen, zu deren Aufspürung er eine besondere Gabe zu besitzen behauptete, daher er in Maler Müllers Faust unter dem Namen Gottes Spürhund als handelnde Person eingeführt und persifliert wurde. Nach Riemer soll auch mit Goethes Satyros (Untertitel: oder Der vergötterte Waldteufel) Kaufmann gemeint sein.
Kaufmann führt in der bekannten Erzählung Lenz von Georg Büchner mit dem Dichter Lenz das berühmte «Kunstgespräch», in dem Lenz seine anti-idealistische Kunstauffassung vertritt.

## Werke
- Allerley gesammelt aus Reden und Handschriften grosser und kleiner Männer. 2 Bände. Frankfurt/Leipzig 1776–1777. Druckausgabe anonym erschienen. (Mikrofiche-Ausgabe: Saur, München u. a. 1994, ISBN 3-598-51402-6, ISBN 3-598-50015-7 (Teilausgabe Aufklärung), ISBN 3-598-50077-7)